# Macaca ochreata
Macaca ochreata — вид приматів з роду Макака (Macaca) родини Мавпові (Cercopithecidae). 

## Опис
Тварина 50-59 см завдовжки, плюс хвіст 35-40 см. Середня вага самців: 10 кг, самиць: 6 кг.

## Поширення
Цей вид знаходиться на Сулавесі, Індонезія, і на сусідніх островах Муна і Бутунг, й, можливо, відбувається на острівці Палау Лабуан Бланда. Вид зустрічається в тропічних лісах при помірних висотах, до 800 м. 

## Поведінка
Розмір групи становить від 12 до 30 осіб. Проводить велику частину дня на деревах. Вид плодоїдний, але також може поживитись незрілим листям, членистоногими, стеблами недавно квітучих рослин і с.-г. культур (фрукти, овочі, кукурудза).

## Загрози та охорона
Теперішні великі втрати середовища існування пов'язані з землеробством, насадженням плантацій олійної пальми і какао. Розширення населених пунктів також є проблемою. Вид проживає в таких охоронних територіях: Rawa Aopa Watomahai, Padang Mata Osu, Tanjung Peropa, Tanjung Batikolo, Faruhumpenai, Buton Utara, Buton Lambusango Nature Reserve.